# Les Crasseux
Les Crasseux est une pièce de théâtre d'Antonine Maillet de 1968. Elle est considérée comme le réel début du théâtre acadien. Cette comédie dramatique préfigure La Sagouine par ses personnages et son langage ; la Sagouine figure en fait parmi les personnages de la pièce.

## Historique
Antonine Maillet écrit une première version des Crasseux au cours des années soixante. À la suite du succès de son roman Don l'Orignal, qui lui vaut le prix du Gouverneur Général en 1972, et surtout au retentissement considérable de la pièce La Sagouine, Antonine Maillet entreprend de réviser le texte des Crasseux.  Cette nouvelle version de la pièce est montée durant l'automne 1974 à Montréal par la Compagnie Jean-Duceppe.  La mise-en-scène est de Paul Hébert et la distribution comprend notamment Lionel Villeneuve, Yves Létourneau, Suzanne Langlois et Denise Morelle.